# Pałac w Rogalinie
Pałac w Rogalinie – zabytkowy pałac we wsi Rogalin w województwie wielkopolskim. Oddział Muzeum Narodowego w Poznaniu. Od 2018 zespół pałacowo-parkowy posiada status pomnika historii.

## Historia pałacu
Pałac w Rogalinie wybudował w latach 1770-1776 Kazimierz Raczyński pełniący urząd pisarza koronnego, a następnie starosty generalnego Wielkopolski i marszałka nadwornego koronnego. Z jego inicjatywy powstało  późnobarokowe założenie pałacowe w typie entre cour et jardin (pomiędzy dziedzińcem a ogrodem), które przetrwało do dziś w pierwotnym kształcie. Autorem projektu był przypuszczalnie twórca z kręgu saskich architektów działających ówcześnie w Warszawie. W trakcie budowy Kazimierz Raczyński zamówił u Dominika Merliniego i Jana Chrystiana Kamzetzera zrealizowany częściowo klasycystyczny projekt elewacji i wnętrz (sień i schody paradne). Za pałacem rozciąga się ogród francuski z zamykającym go kopcem, z którego dawniej rozpościerał się widok w kierunki rzeki Warty.
W latach 1817–1820 wnuk Kazimierza, Edward Raczyński poszerzył założenie o park krajobrazowy i wzniósł na jego skraju kościół pw. św. Marcelina z mauzoleum Raczyńskich w dolnej kondygnacji, wzorowany głównie na rzymskiej świątyni Maison Carrée w Nîmes we Francji. W pałacu z kolei przebudował salę balową na neogotycką zbrojownię, mającą sławić dawne dokonania militarne Polaków. W 2 połowie XIX wieku powstała obecna forma dziedzińca, z gazonem i alejami kasztanowymi.
W końcu XIX wieku Edward Aleksander Raczyński i jego żona Róża z Potockich, przeprowadzili remont pałacu, przekształcając dawną barokową salę jadalną na neobarokową bibliotekę projektu Zygmunta Hendla. W 1910 roku powstał budynek galerii, w którym umieszczono dostępną dla publiczności kolekcję malarstwa europejskiego i polskiego przełomu XIX i XX wieku, uznawaną przed II wojną światową za najlepszy zbiór malarstwa współczesnego na ziemiach polskich.
W czasie II wojny światowej w pałacu mieściła się szkoła Hitlerjugend. W tym czasie obniżono strop biblioteki i zaorano parter ogrodowy na plac ćwiczebny.
Po II wojnie światowej pałac został przejęty przez władze PRL i w 1949 roku stał się oddziałem Muzeum Narodowego w Poznaniu. W tym czasie m.in. rozebrano piece, wyburzono XVIII wieczny most prowadzący do pałacu. W 1974 roku PKZ rozpoczęto remont, który w znacznym stopniu zdewastował wnętrza. Edward Bernard Raczyński założył w 1990 roku Fundację im. Raczyńskich w Poznaniu i przekazał jej pałac i park w Rogalinie, Galerię Rogalińską przy Muzeum Narodowym, której pozostawał faktycznym właścicielem, oraz przysługujące mu prawa do majątku ziemskiego otaczającego pałacu i parku rogalińskiego. Pałac i park w Rogalinie pozostały we władaniu Muzeum Narodowego w Poznaniu.

## Galeria obrazów
Galeria malarstwa mieszcząca się w budynku z 1910 roku zawiera zbiory gromadzone przez czterdzieści lat przez Edwarda Raczyńskiego i zgodnie z jego wolą udostępnia dla zwiedzających około 250 z ponad 300 prac ocalałych z pierwotnego zbioru. Galeria ma w swoich zbiorach prace takich artystów jak: Teodor Axentowicz (Portret damy w czarnej sukni (Janiny Poznańskiej)), Olga Boznańska, Julian Fałat, Aleksander Gierymski, Jacek Malczewski (Melancholia, Tobiasz i Parki), Jan Matejko (Dziewica Orleańska), Leon Wyczółkowski, Stanisław Wyspiański, Albert Besnard, Maurice Chabas, Wlastimil Hofman czy Paul Delaroche. Galeria stanowi oddział Muzeum Narodowego w Poznaniu.

## Kościół św. Marcelina i Mauzoleum Raczyńskich
Kościół ukończony w 1820 roku nosi wezwanie św. Marcelina na cześć Marcelego Lubomirskiego, kuzyna fundatora, poległego podczas oblężenia Sandomierza w 1807 roku. Wzorem dla kościoła była świątynia rzymska z I w. p.n.e. w Nimes, we Francji. Kościół ma dwie kondygnacje. Górna pełniła funkcję kaplicy pałacowej i wyposażono ją w ołtarz z 1832 roku wraz z antepedium projektu Franciszka Lanciego. Po lewej stronie znajduje się płaskorzeźba z marmuru z 1880 roku przedstawiająca Marię z Krasińskich Raczyńską, pierwszą żonę Edwarda Aleksandra, z dwojgiem dzieci.
Dolna część kościoła pełni rolę mauzoleum rodu Raczyńskich. Spoczywa w nim m.in. ciało hrabiego Edwarda Bernarda Raczyńskiego, który w latach 1979–1986 był prezydentem RP na uchodźstwie, a także jego córka Wanda Dembińska z mężem rotmistrzem Ryszardem Dembińskim. Spoczywa tam także Konstancja i Roger Raczyńscy oraz serce fundatora świątyni Edwarda Raczyńskiego.
Do tego kościoła prowadzą z dziewięciu miejscowości przyrodnicze szlaki pielgrzymkowe, piesze i rowerowe Rogalińskie Drogi.

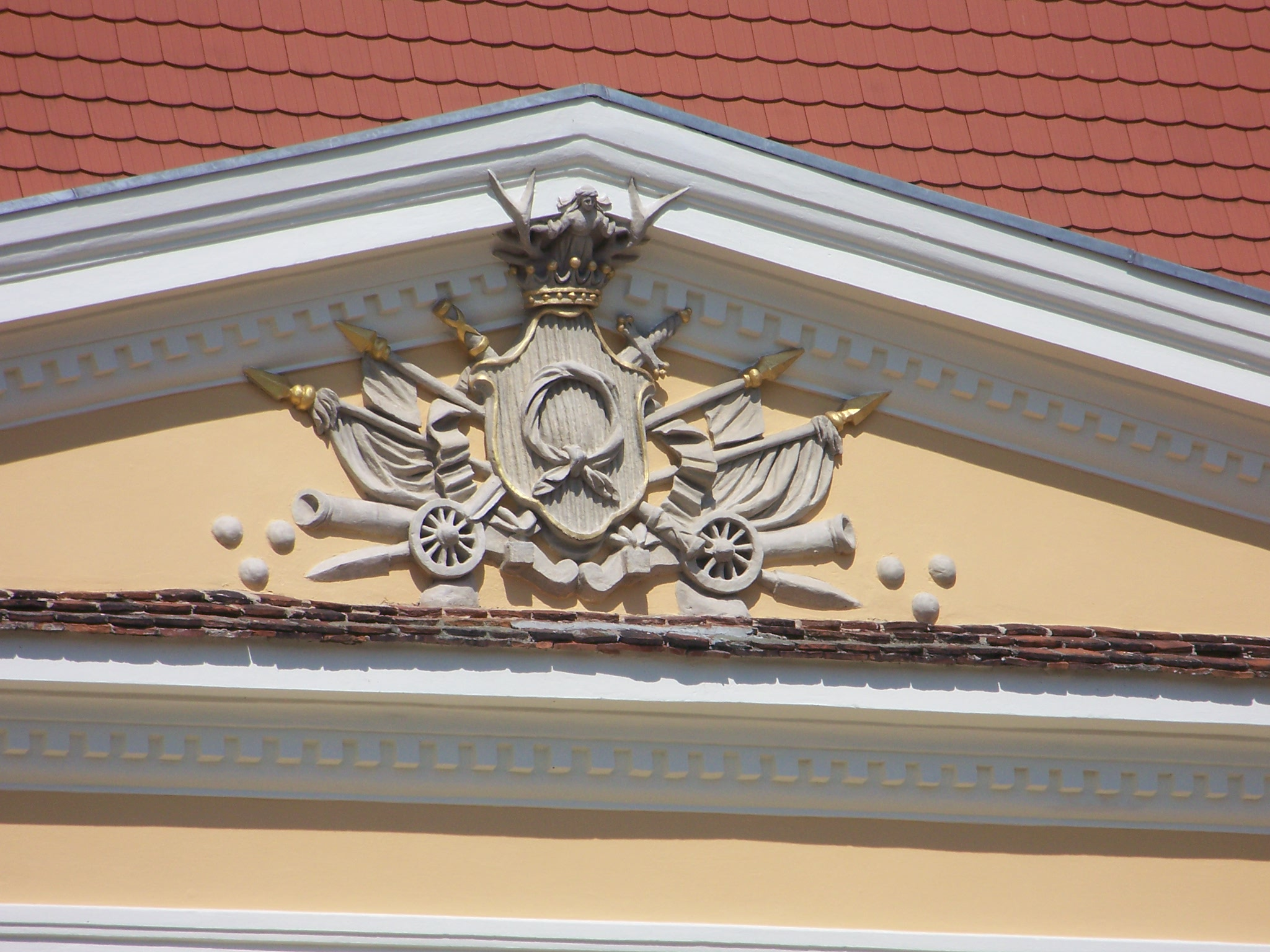
Panoplia z  herbem Nałęcz
Herb Nałęcz K. Raczyńskiego
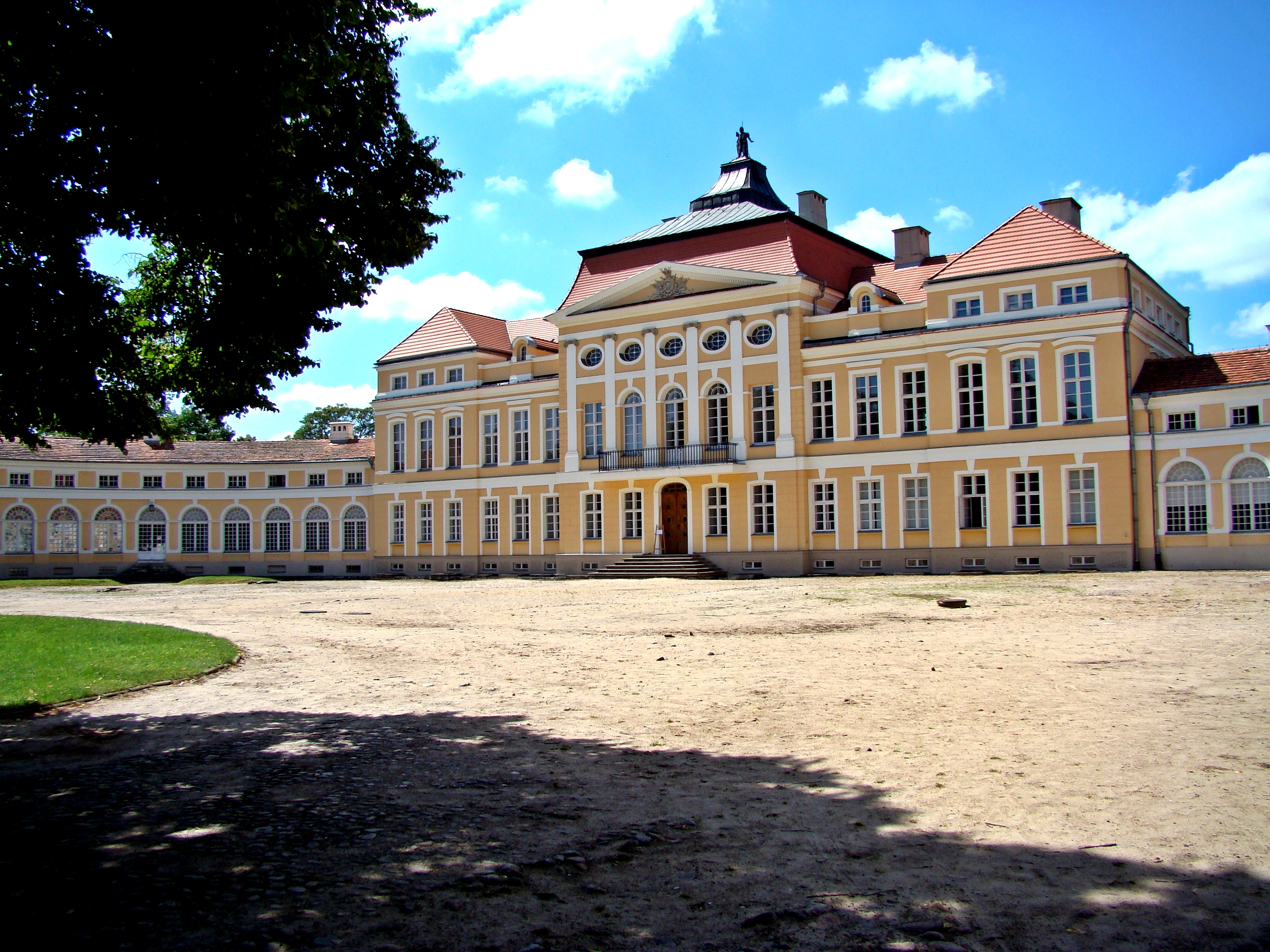
Elewacja pałacu
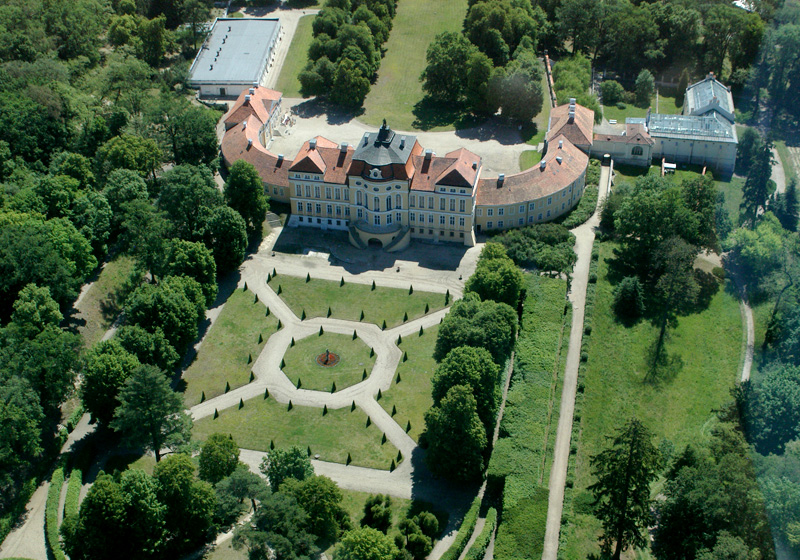
Pałac lotu ptaka
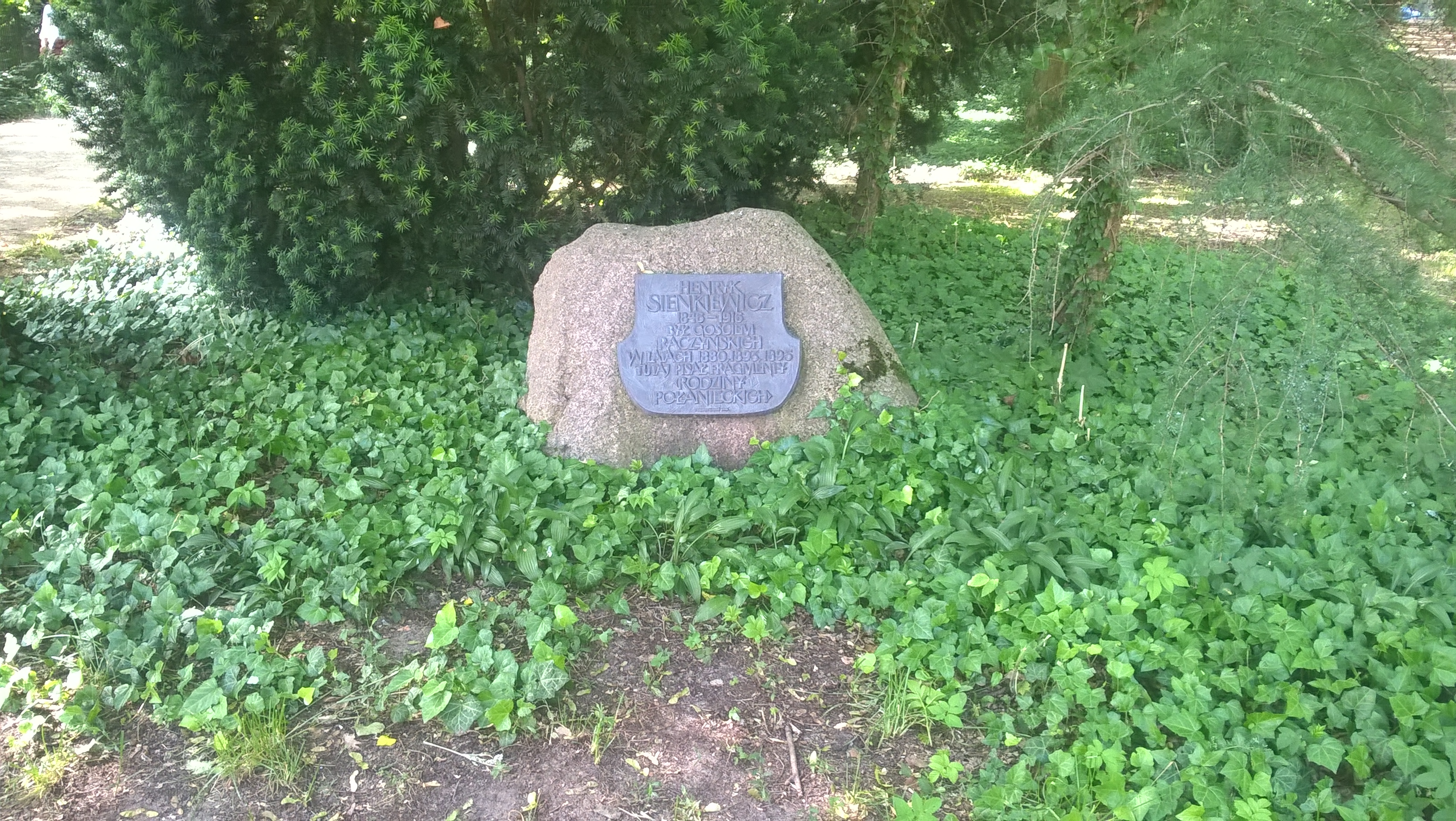
Kamień - pamiątka wizyt H. Sienkiewicza
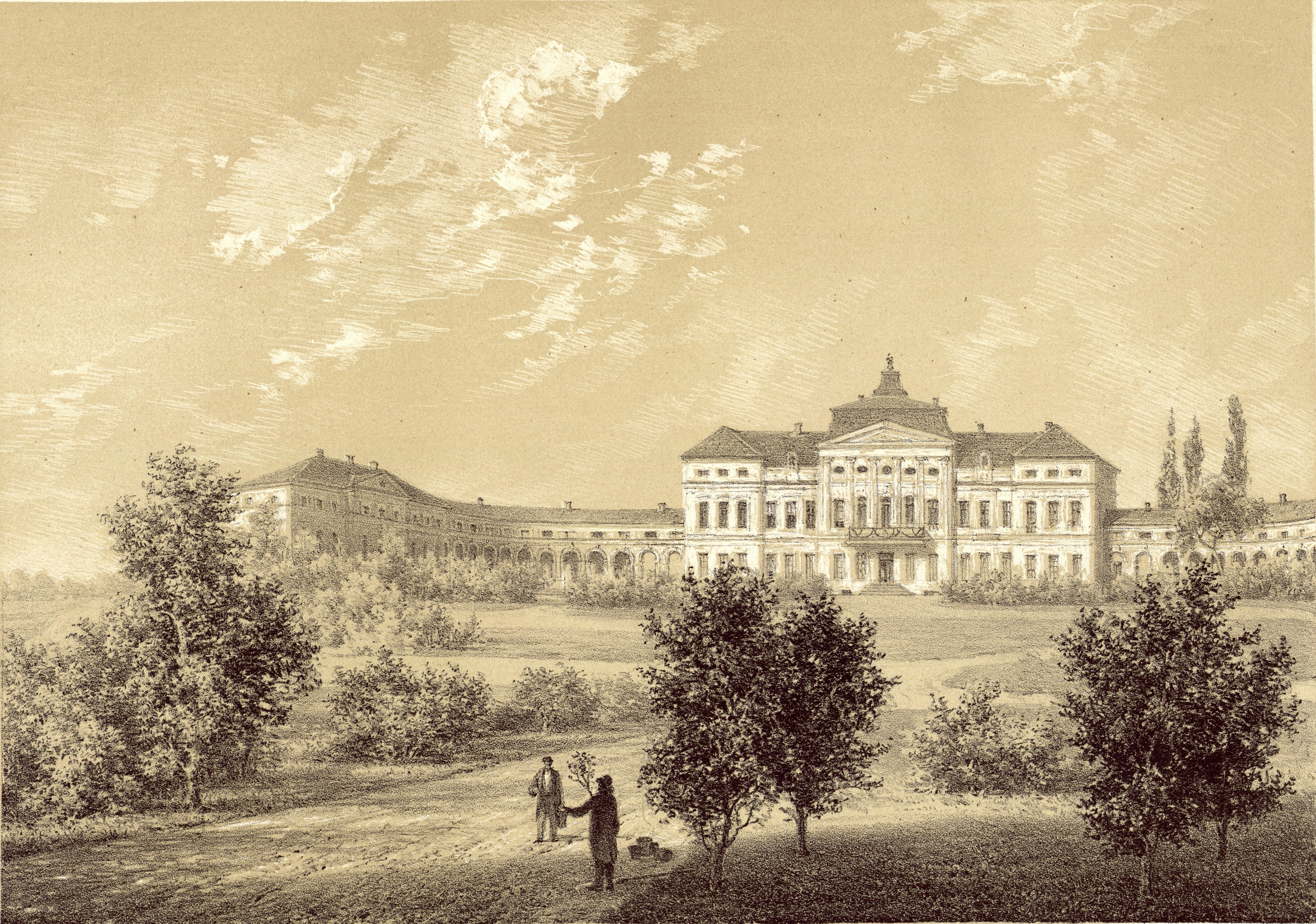
Pałac na litografii N. Ordy (1880)